# Easy (canção de Troye Sivan)
"Easy" é uma canção do cantor australiano Troye Sivan, gravado para seu quinto EP In a Dream (2020). Foi lançada como segundo single do EP em 15 de julho de 2020 através da EMI, Universal Music Australia e Capitol Records.

## Videoclipe
O videoclipe de "Easy" foi dirigido pelo próprio Sivan, e lançado em 16 de julho de 2020.

## Históricos de lançamentos
| Local  | Data de lançamento  | Formato(s)                 | Gravadora             | Ref.  |
| ------ | ------------------- | -------------------------- | --------------------- | ----- |
| Vários | 15 de julho de 2020 | Download digital streaming | EMI Universal Capitol | [ 8 ] |